# Cabdill de Zimmer
El cabdill de Zimmer (Hemitriccus minimus) és un ocell de la família dels tirànids (Tyrannidae).

## Hàbitat i distribució
Viu a la selva pluvial del nord del Brasil a l'oest de Pará i nord-est de Bolívia.